# Sint-Justinuskerk
De Sint-Justinuskerk (Duits: Justinuskirche) in Frankfurt am Main is een van de oudste nog bestaande kerken in Duitsland. De basiliek bevindt zich in het stadsdeel Höchst en werd gebouwd rond het jaar 830. De kerk is beroemd vanwege de Karolingische kapitelen en het laat-gotische noordelijk portaal. Tegenwoordig is de Justinuskerk een filiaalkerk van de Sint-Jozefkerk. De kerk wordt soms ook Margarethakerk genoemd.

## Geschiedenis
De geschiedenis van de kerk is nauw verbonden met de stad Höchst, een Frankische nederzetting aan de monding van de Nidda in de Main. De aartsbisschop van Mainz liet hier een dochterstad van Frankfurt bouwen. Het is in het jaar 790 dat de naam Höchst voor het eerst in de annalen genoemd wordt.
Aartsbisschop Otgar van Mainz (826–847) liet in Höchst een voor die tijd grote kerk bouwen. De kerk werd gewijd aan Justinus de Belijder, wiens beenderen als relieken door de aartsbisschop uit Italië mee waren genomen. In 850 werd de kerk gewijd door de opvolger van Otgar, Rabanus Maurus. Ongeveer 450 jaar lang zouden de relieken in de kerk blijven.
In 1024 werd in de kerk een concilie georganiseerd en in 1090 werd de kerk geschonken aan het Benedictijner Sint-Albanusklooster te Mainz. In de documenten van het stift werd de kerk als bouwvallig omschreven, maar met de kerk ontving het klooster ook landerijen en privileges in Höchst. Desondanks lieten de Benedictijnen het na om de kerk te renoveren. De kerk was in die tijd zowel klooster- als parochiekerk. Acht jaar later werden de relieken van Sint-Justinus overgebracht naar het klooster en werd de kerk gewijd aan de heilige Margaretha. Historisch onderzoek haalde in de 18e en 19e eeuw de oude naam van de kerk weer uit de vergetelheid en op initiatief van pastoor Emil Siering (1841–1899) kreeg de kerk weer de naam Justinuskerk.
In 1441 verhuisde het Antonieterklooster uit Roßdorf bij Hanau naar Höchst. De sinds 1419 slechts als parochiekerk gebruikte Justinuskerk werd nu opnieuw ook een kloosterkerk. Met de komst van de Antonieters kreeg het kerkgebouw een nieuwe impuls. Er werd veel verbouwd, maar met name het laatgotische koor en het noordelijk portaal springen in het oog. Het oude Karolingische deel van de kerk diende als parochiekerk, terwijl het door een doksaal gescheiden koor voorbehouden was voor de Antonieters. In 1802 werd het Antonieterklooster opgeheven.
In de laatste decennia van de 19e eeuw maakte Höchst als industriestad een forse groei door. Na de inwijding van de grote neoromaanse Sint-Jozefkerk verloor de Sint-Justinuskerk de functie van parochiekerk. Sinds 2009 wordt de Sint-Justinuskerk als zomerkerk gebruikt en is het gebouw een geliefde gelegenheid als trouwkerk. Wegens de kwaliteit van het orgel en de goede akoestiek van de kerk vinden er in het kader van "Höchster Orgelsommers" regelmatig concerten met organisten uit diverse landen plaats.

## Restauraties
De Justinuskerk werd in de jaren 1930-1932 gerestaureerd. Het interieur van de kerk onderging in de jaren 80 een renovatie. Sinds het voorjaar 2009 vonden er renovatiewerkzaamheden aan het dak plaats. Ook werden er maatregelen getroffen om waterschade aan de fundamenten van het gotische koor tegen te gaan.

## Interieur
- In de doopkapel bevinden zich een gotisch doopvont en twee beelden van Antonius en Paulus.
- De Korinthische kapitelen behoren tot de hoogtepunten van 9e-eeuwse architecturale sculptuur.
- Tot in de 15e eeuw was de kerk volledig bedekt met fresco's; hiervan resteren er nog enige boven de triomfboog.
- Het barokke hoogaltaar verving in 1726 het 15e-eeuwse hoogaltaar. Een 4,25 meter bij 2,85 meter metend schilderij van Christoph Jung met een kruisigingsvoorstelling neemt de centrale plaats in.
- Het koorgestoelte is 15e-eeuws en werd vernieuwd in 1986.
- Een van de belangrijkste kunstwerken in de kerk betreft een beeld van een zittende heilige Antonius uit 1485, de patroonheilige van de kloosterorde der Antonieten. Het levensgrote houten beeld is met de originele kleuren een van de belangrijkste werken van laatgotische beeldhouwkunst uit de regio.
- Een kruisaltaar uit 1485 bevindt zich in een van de noordelijke zijkapellen. Oorspronkelijk stond het altaar voor het (in 1812 afgebroken) doksaal. Na afbraak van het doksaal werd ook het altaar afgebroken. De panelen verdwenen naar een bedevaartskerk, maar keerden in 1935 in een nieuw altaar terug naar de Justinuskerk.
- Het noordelijk barokke zijaltaar is een eenvoudig, houten altaar met een piëta is oorspronkelijk afkomstig uit een in 1812 opgeheven klooster bij Oestrich en werd voor het laatst in 1985-1986 gerenoveerd.
- Uit hetzelfde klooster bij Oestrich stamt ook het barokke altaar met Maria als Koningin en het Jezuskind in het zuidelijk zijschip.
- Het concertorgel werd in 1987-1988 in de barokke orgelkas ingebouwd door de orgelfirma Kuhn uit Männedorf (Zwitserland).

## Afbeeldingen

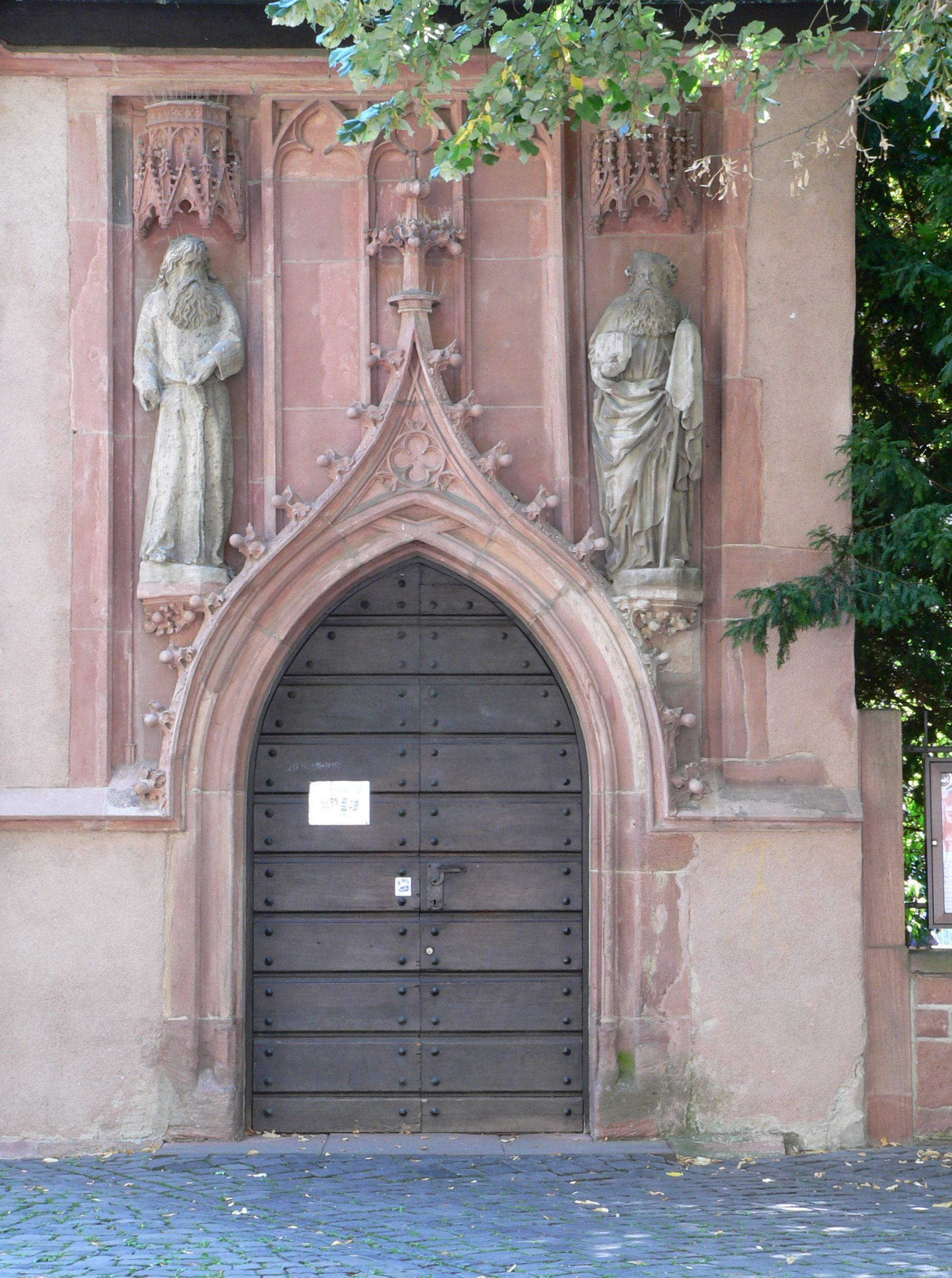
Gotisch noordportaal
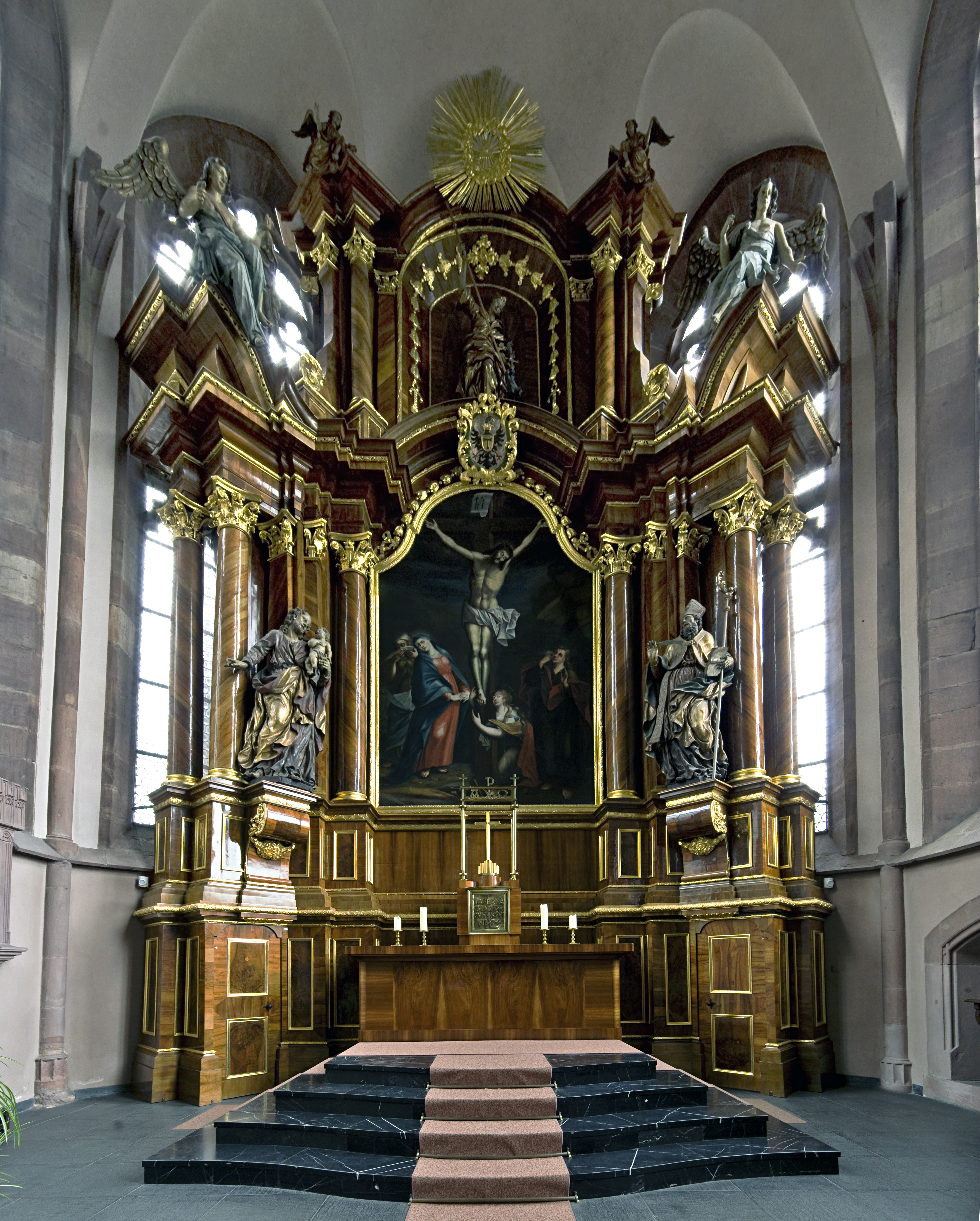
Hoogaltaar
Zijaltaar zuidelijk zijschip
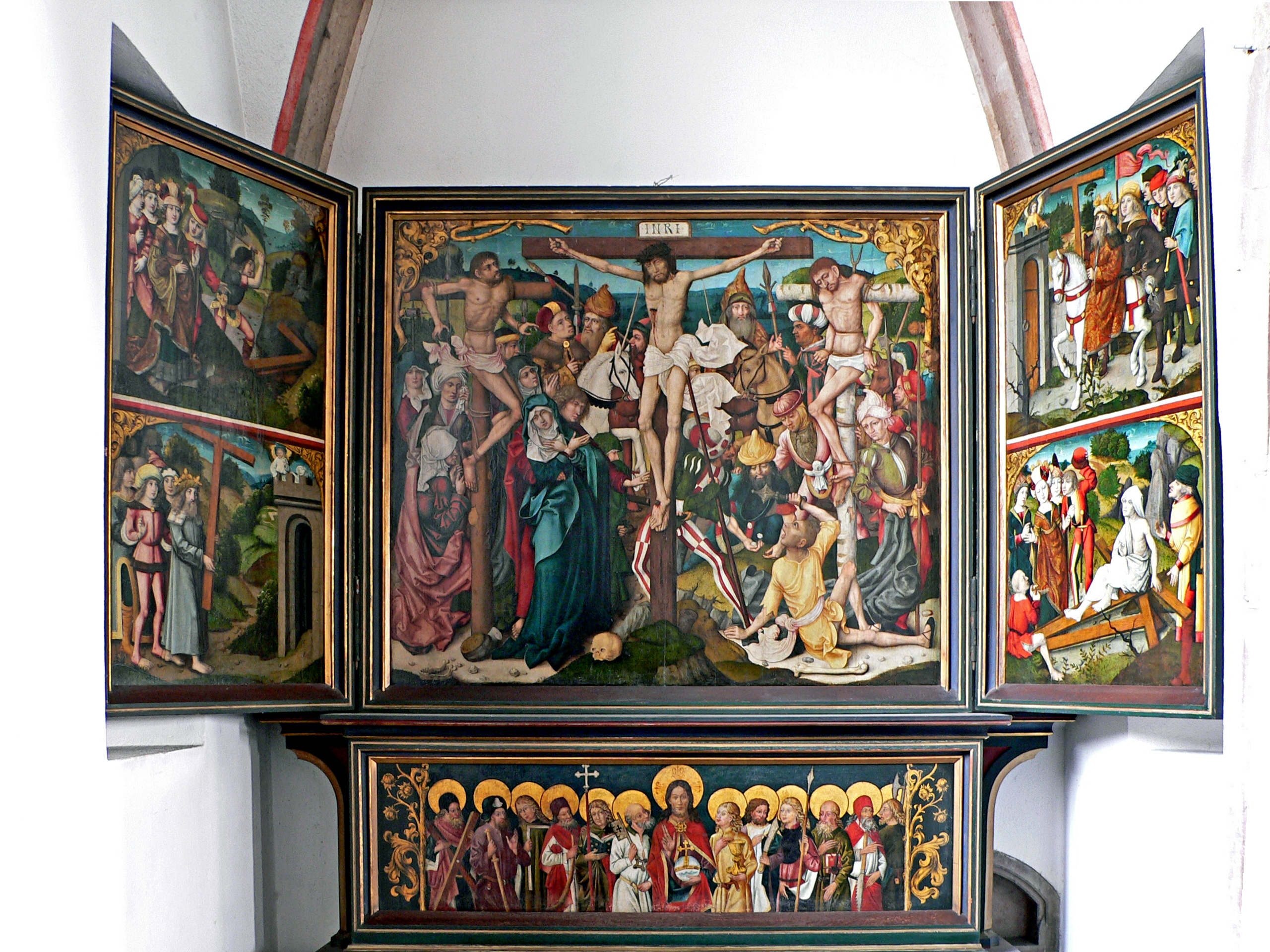
Kruisaltaar
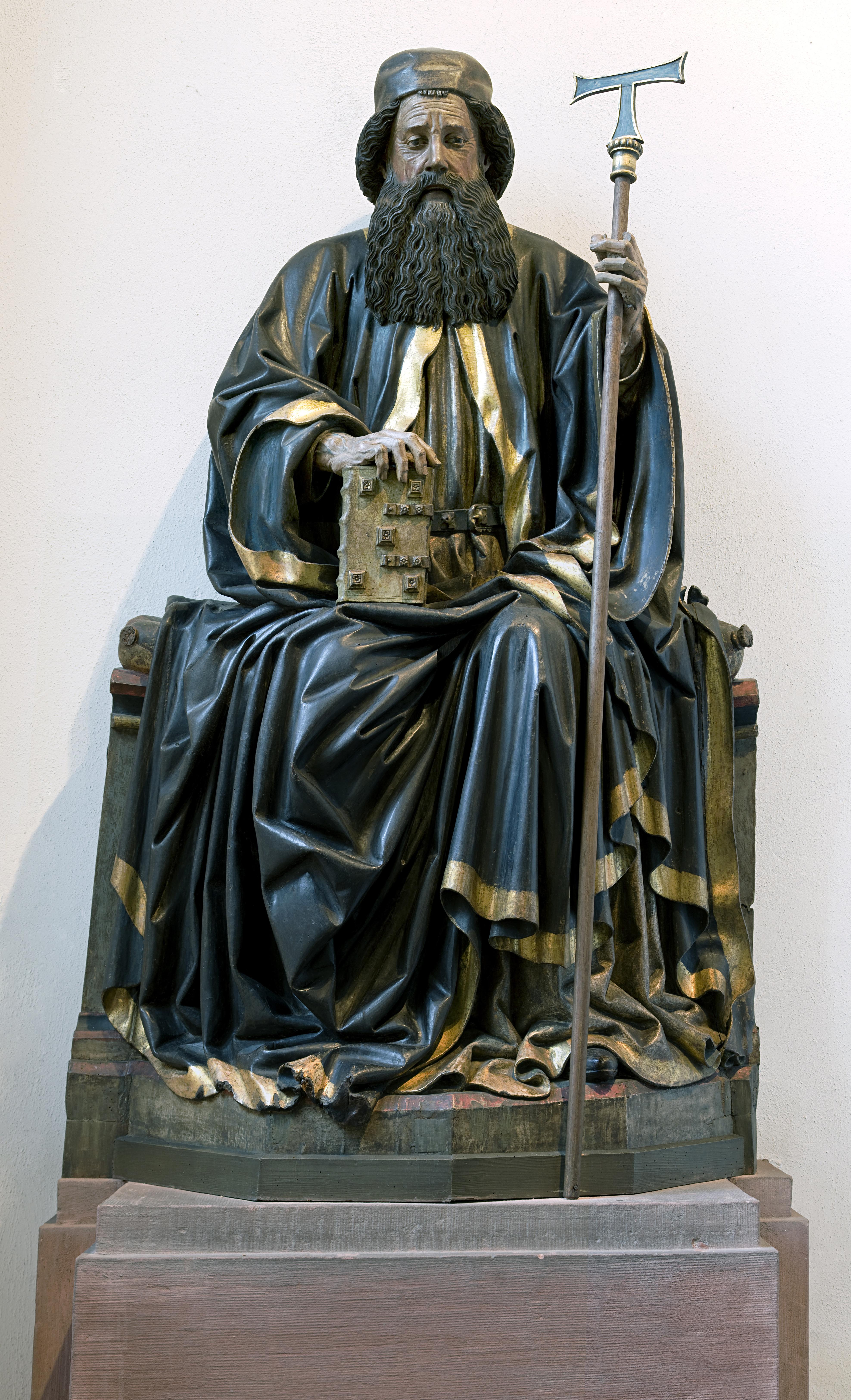
Antoniusbeeld (1485)
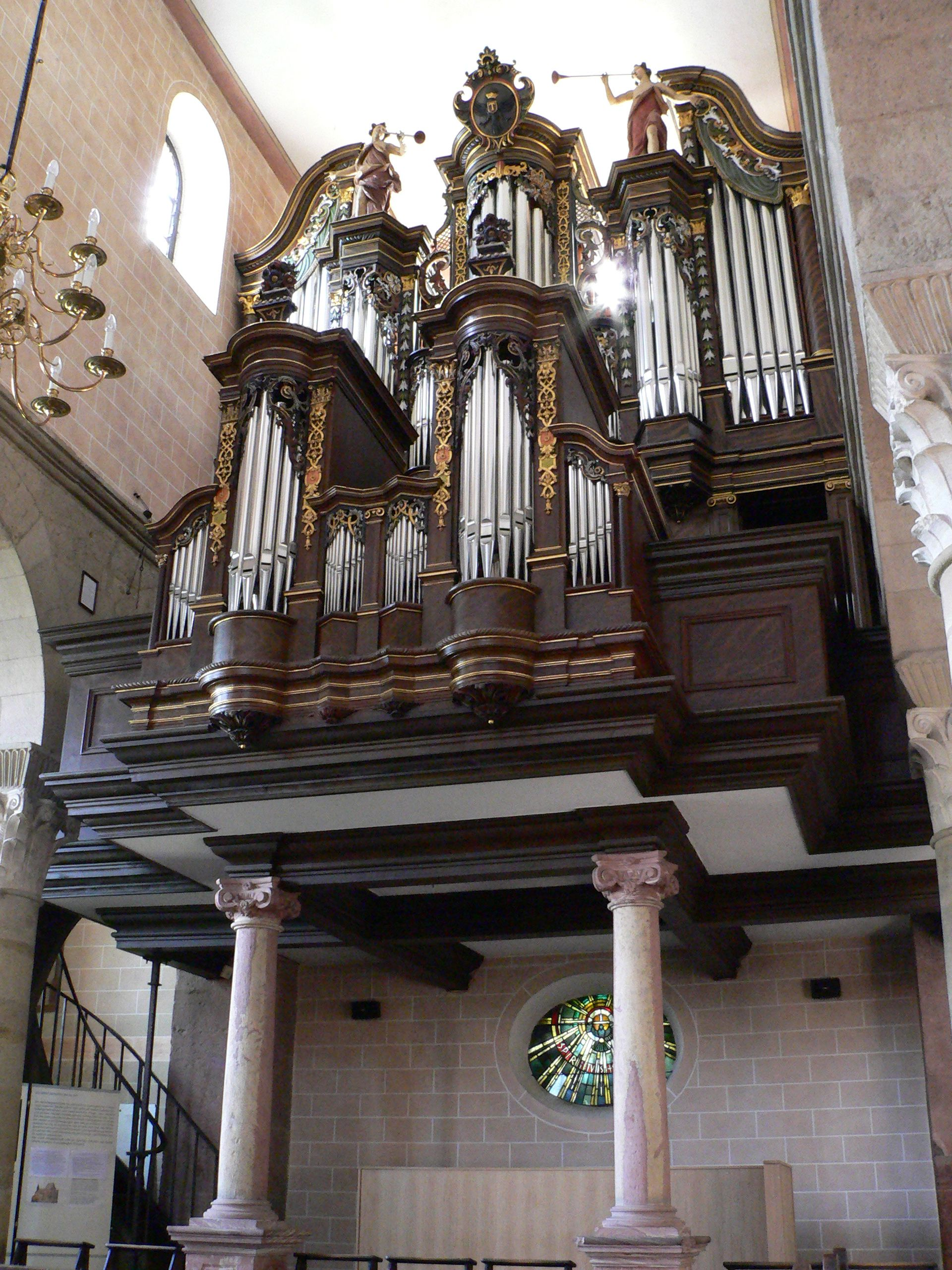
Het orgel
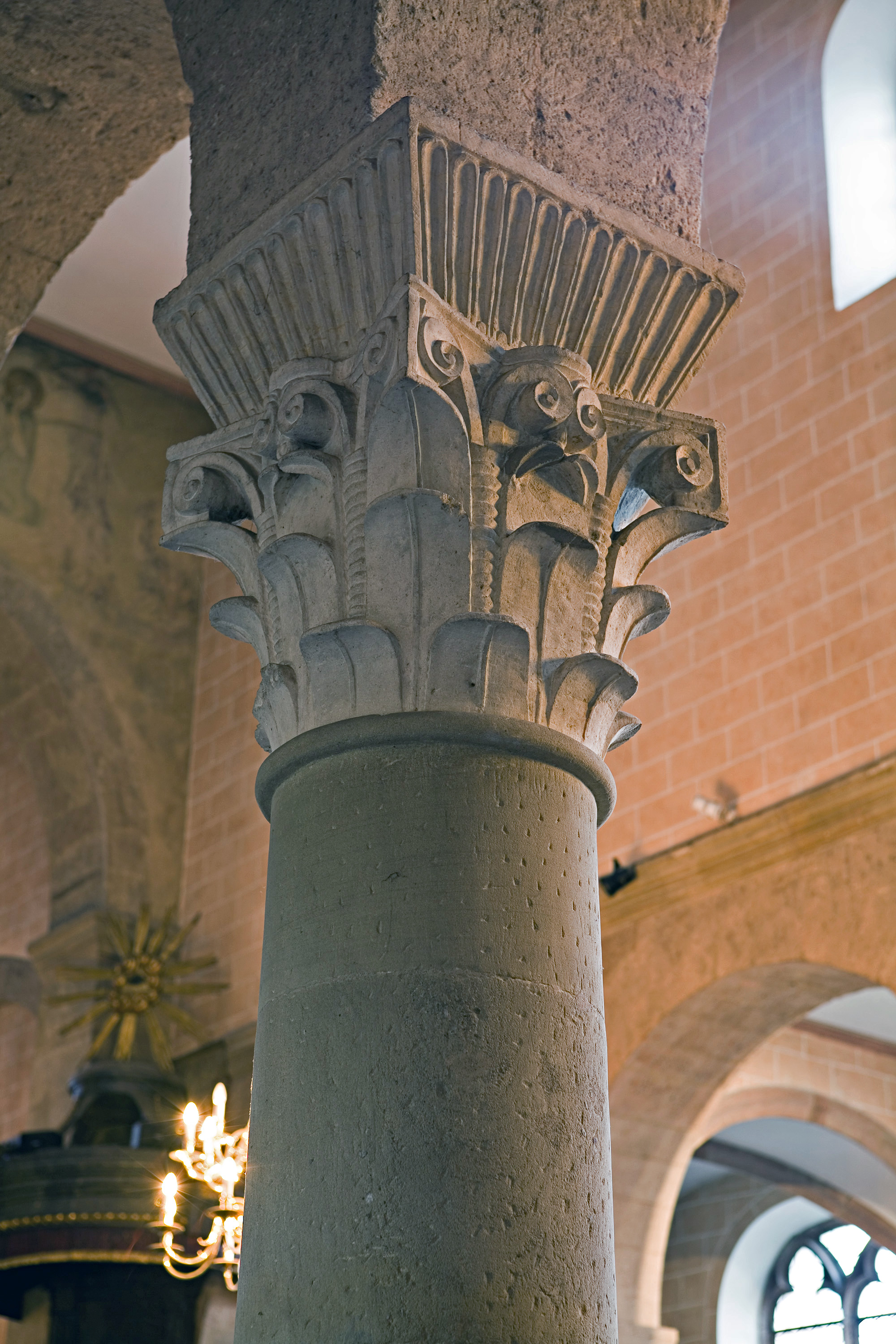
Karolingisch kapiteel
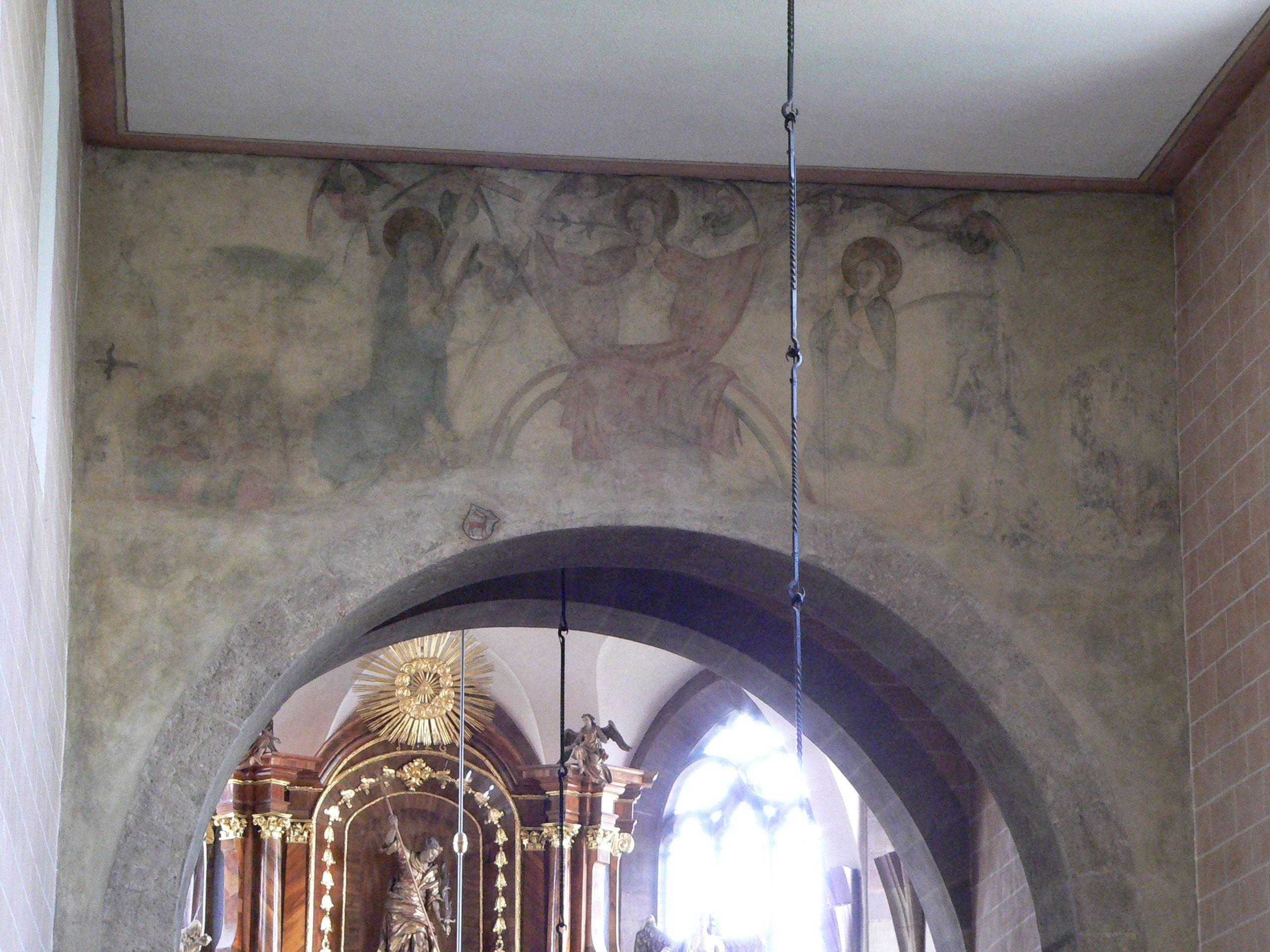
Fresco-resten